# خط عرض 60° جنوب

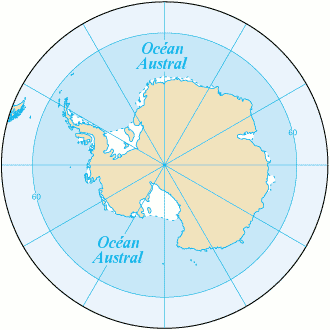
المحيط الجنوبي باللون الأزرق الداكن

خط عرض 60° جنوب هي إحدى دوائر العرض الجغرافية، وهي دوائر وهمية تحيط بالكرة الأرضية، وموازية لخط الاستواء، وتتميز هذه الدائرة بأن الأراضي الواقعة عليها تنتمي للمنطقة المعتدلة الباردة.

## حول العالم
خط عرض 60° جنوب يبدأ من خط الزوال الأولي ويتجه شرقا ويمر عبر:
| الإحداثيات                          | البلد أو الإقليم أو البحر                | ملاحظات |
| ----------------------------------- | ---------------------------------------- | --- |
| 60°0′S 0°0′E / 60.000°S 0.000°E     | المحيط الأطلسي / المحيط الجنوبي boundary | |
| 60°0′S 20°0′E / 60.000°S 20.000°E   | المحيط الهندي / المحيط الجنوبي boundary  | |
| 60°0′S 147°0′E / 60.000°S 147.000°E | المحيط الهادئ / المحيط الجنوبي boundary  | |
| 60°0′S 67°16′W / 60.000°S 67.267°W  | المحيط الأطلسي / المحيط الجنوبي boundary | مرورا عبر the ممر دريك between أمريكا الجنوبية و the شبه الجزيرة القطبية الجنوبية و running close to the southern border of the بحر سكوتيا |